# Uniunea Tineretului Comunist
Uniunea Tineretului Comunist (cunoscută și prin acronimul U.T.C.) a fost organizația de tineret a Partidului Comunist Român. În timpul Republicii Populare Române, s-a numit Uniunea Tineretului Muncitor (acronim U.T.M.).
Tinerii se puteau înscrie în organizație de la vârsta de 14 ani. Copiii erau înrolați până la vârsta de 14 ani în organizația de pionieri. 

## Istoric

### 1922-1949
Uniunea Tineretului Comunist a fost întemeiată la Conferința generală a tineretului socialist organizată în 19-20 martie 1922. Organizația a funcționat ascunsă de la fondarea ei până în 1924, când a fost interzisă alături de Partidul Comunist Român. Afiliată Internaționalei Comuniste a Tinerilor, organziația a crescut repede după 23 august 1944 cu sprijinul armatei sovietice. Iosif Rangheț, șeful secției organizatorice a P.C.R., a estimat la 62,925 numărul de membri ai U.T.C. la o întâlnire de grad înalt a membrilor Partidului Comunist Român din 25-27 aprilie 1945. Din 23 august 1944 până în iunie 1945 primul secretar general al U.T.C. a fost Nicolae Ceaușescu.
Dupa 1945 guvernarea comunistă a început o serie de arestări și încarcerări a anumitor categorii sociale. Toți participanții la manifestații anticomuniste au fost arestați. Membri ai organizațiilor de tineret ale partidelor istorice precum Partidul Național Liberal sau Partidul Național Țărănesc, ori partizani ai fostei Gărzi de Fier considerați a fi legionari au fost judecați abuziv și încarcerați, fiind condamnați la muncă silnică pe durate mari de timp sau la închisoare pe viață. În puține cazuri au fost condamnați la moarte. Aceștia au intrat ulterior într-un circuit de reeducare, în penitenciare precum Pitești sau Gherla.
Reforma educațională de la 3 august 1948, menită să convertească tinerii români la ideologia stalinist-comunistă și principiile marxist-leniniste, copia modelul implementat de Iosif Stalin în Uniunea Sovietică, iar Comsomol (organizația de tineret a Partidului Comunist al Uniunii Sovietice) a recomandat de asemenea formarea unei organizații de tineret a Partidul Muncitoresc Român (P.M.R.). 

### 1949-1966
La 19-21 martie 1949 U.T.C. a fost redenumită Uniunea Tineretului Muncitor (U.T.M.), organizația de tineret a P.M.R. în timpul Republicii Populare Române. 
După înființarea U.T.C., liderii P.M.R. au cerut verificarea atentă a tuturor membrilor, atât din partidul propriu-zis, cât și din organizația de tineret. După procesul de verificare, aproximativ 34.000 de membri au fost excluși, fiind clasificați drept chiaburi, foști legionari, foști membri în partide democratice, membri ai unor culte religioase (exceptând religia ortodoxă, agreată tacit de conducerea P.M.R.) sau din alte cauze. Epurări au mai avut loc cu alte prilejuri, după toate acestea, UTM numărând aproximativ 650.000 membri. Grupul  Pauker - Luca -  Georgescu, în special Vasile Luca, a fost acuzat în repetate rânduri de introducerea în structurile P.M.R. și U.T.M. a diverși diversioniști și non-comuniști.
De cele mai multe ori, excluderea din U.T.M. însemna pentru fostul membru excluderea din viața socială, acesta find marginalizat atât din punct de vedere social, cât și profesional (excluderea din P.M.R. era urmată de cele mai multe ori de un proces). Pe de cealaltă parte, accederea în U.T.M. conferea proaspătului membru instrumente necesare pentru a urca pe ierarhia socială, deschizând uși spre diverse posturi în administrație, învățământ, armată, poliție etc. 
U.T.M. a fost deschisă țărănimii încă de la început (ponderea populației rurale era aproximativ 75%), însă membrii proveniți din această pătură socială au fost loviți drastic de epurările din anii 1950 (peste 40% dintre cei vizați în primele epurări politice de acest fel). Asta a făcut ca, deși U.T.M. era o organizație ce se dorea a fi promotorul tineretului în special din mediul rural, ea să nu fie reprezentată în acest segment al populației. Totuși, colectivizarea a făcut ca numărul de membri ai U.T.M. în localitățile rurale să crească treptat, de la 20% din tineri în 1950.

### 1966-1989

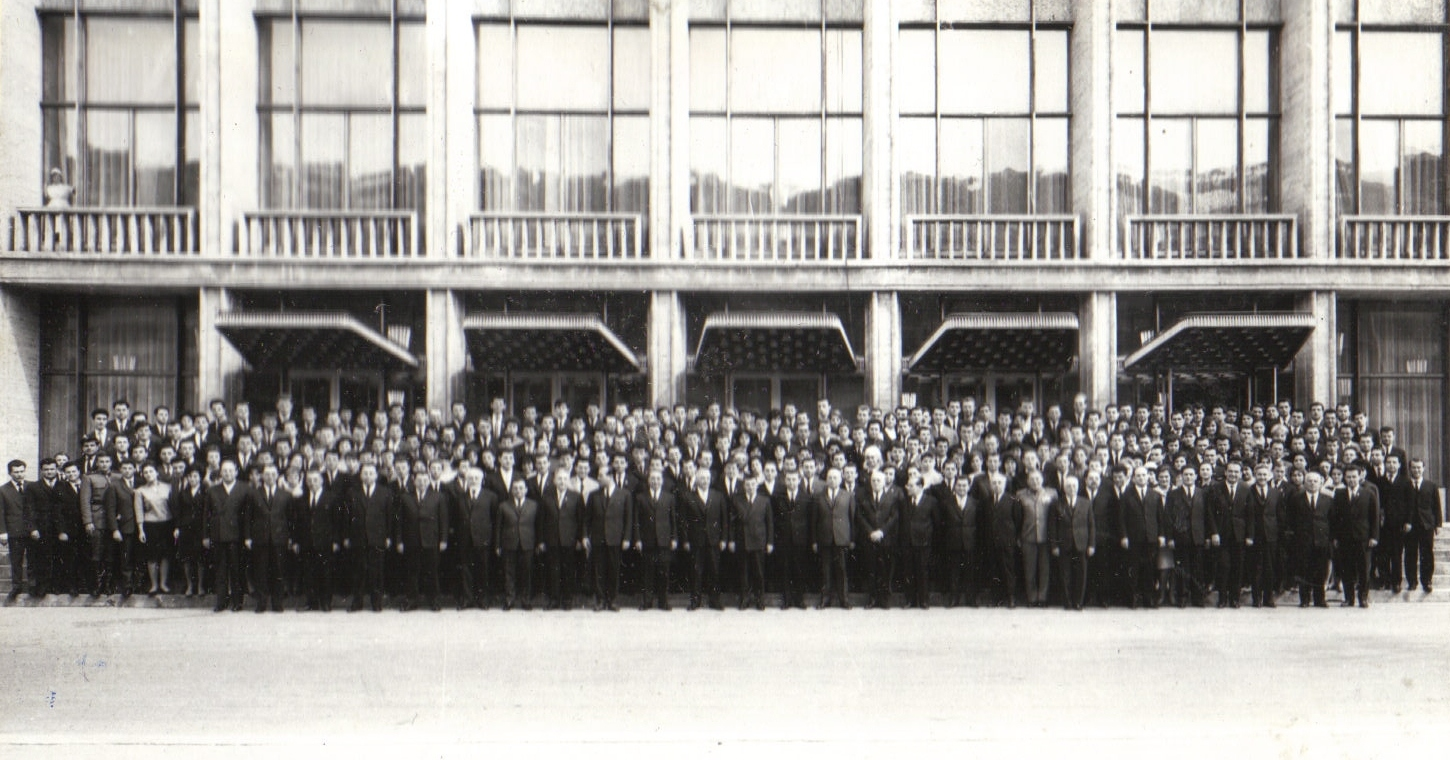
Aspect din timpul lucrărilor celui de al VIII-lea Congres al U.T.C-ului (București, martie 1966). În primul rând sunt membri P.C.R. cu Nicolae Ceaușescu în centru, pe celelate rânduri sunt tineri din U.T.C.

În 1966 organizația avea 2,25 milioane de membri sau 11,78 % din populația României. 
Printre conducătorii U.T.C.-ului din această perioadă au fost Ion Iliescu, Dan Marțian, Nicu Ceaușescu și Ion Traian Ștefănescu.

### Prim-secretari
- Nicolae Ceaușescu (1944-1945)[1]
- Mihai Dalea (1947-1948)[2]
- Gheorghe Florescu (1948-1952)[3]
- Vasile Mușat (1952-1954)[4]
- Cornel Fulger (1954-1956)[5]
- Virgil Trofin (1956-1964)[6]
- Petru Enache (1964-1967)[7]
- Ion Iliescu (1967-1971)[8]
- Marțian Dan (1971-1972)[9]
- Ion Traian Ștefănescu (1972-1979)[10]
- Pantelimon Găvănescu (1979-1983)[11]
- Nicu Ceaușescu (1983-1987)[12]
- Ioan Toma (1987-1989)[13]